# الحدود الأفغانية الطاجيكية

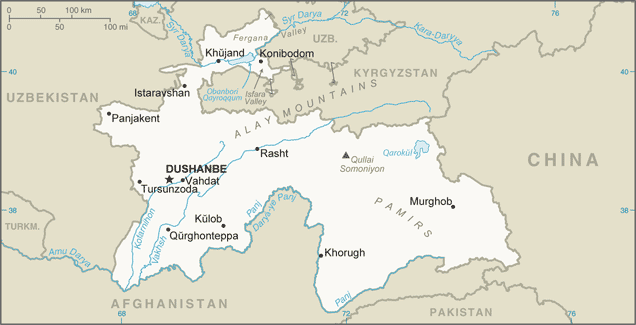
خريطة طاجيكستان مع أفغانستان إلى الجنوب

الحدود الأفغانية الطاجيكية هي حدود بين أفغانستان وطاجيكستان يبلغ طولها 1،357 كيلومترًا، وتمتد من النقطة الثلاثية مع أوزبكستان في الغرب إلى النقطة الثلاثية مع الصين في الشرق، تقريبًا على طول أنهار آمو داريا وبيانج وبامير، باستثناء الجزء الشرقي على طول ممر واخان.

## الوصف
تبدأ الحدود من الغرب عند نقطة ثلاثية مع أوزبكستان على نهر آمو داريا. يستمر على طول ثالويغ من هذا النهر، الذي يتدفق في اتجاه شرقي واسع حتى يصل إلى التقاطع مع نهر فاغش. بعد ذلك تستمر الحدود على طول نهر بيانج لمسافة 1،080 كم، وتصبح المنطقة المحيطة جبلية بشكل متزايد حيث يتتبع النهر شكل حذاء حصان ضخم، حتى نقطة التقاء نهر بامير بالقرب من قرية غاز خون الأفغانية. تتبع الحدود نهر بامير لمسافة 71 كم شرقاً حتى بحيرة زوركول. ثم تنتقل الحدود برا لمسافة 218 كم حتى النقطة الثلاثية الصينية، متبعة بشكل رئيسي قمم وتلال جبلية مختلفة. تم العثور على المحطة الشرقية للحدود في نقطة ثلاثية بين أفغانستان والصين وطاجيكستان على قمة بوفالو-شفيكوفسكوغو.
يوازي جزء كبير من الحدود طريق بامير السريع في طاجيكستان.